# Dmytriwka (Nischyn)
Dmytriwka (ukrainisch Дмитрівка; russisch Дмитровка Dmitrowka) ist eine Siedlung städtischen Typs im Osten der ukrainischen Oblast Tschernihiw mit etwa 2300 Einwohnern (2014).

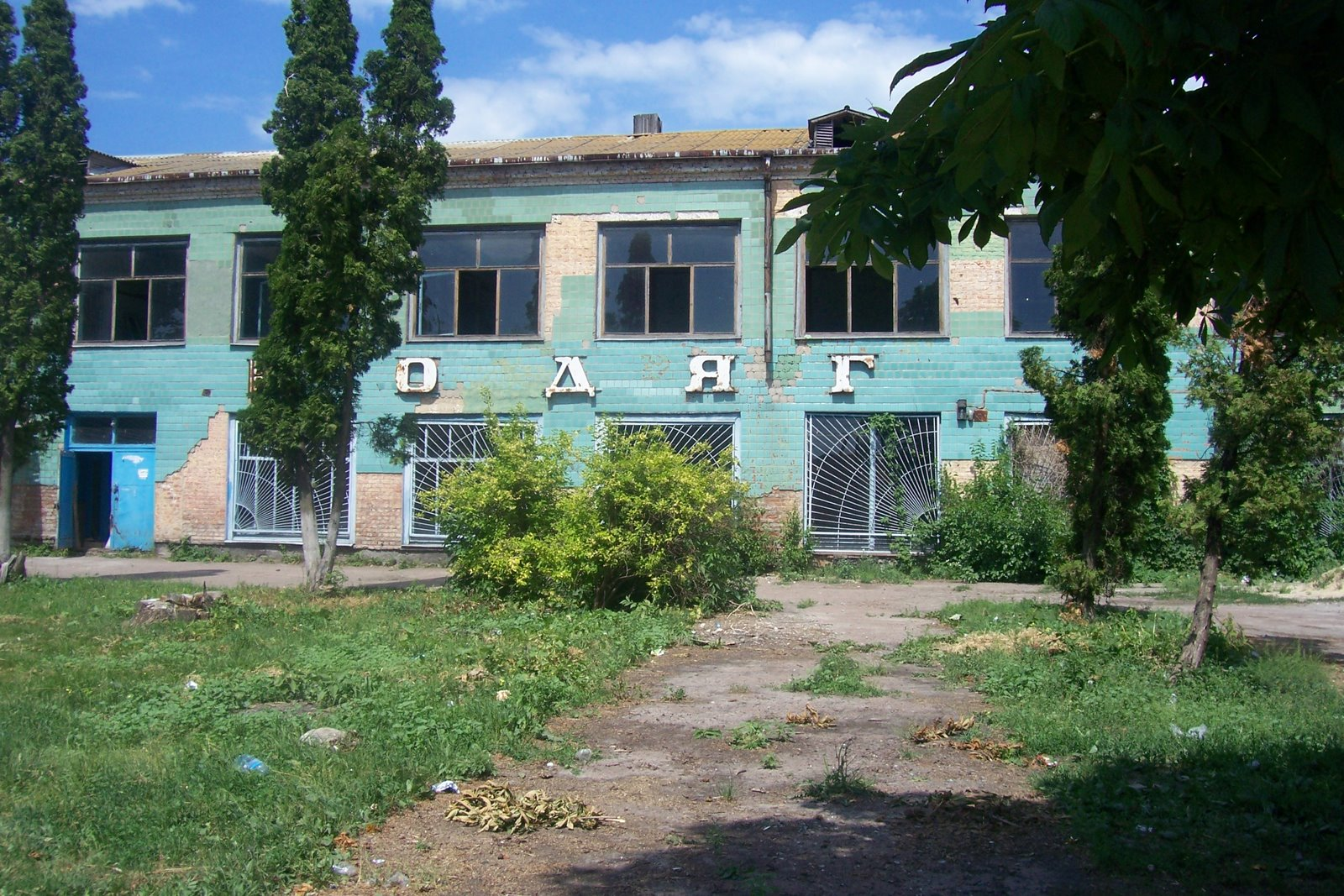
Gebäude im Ort

Die Ortschaft wurde 1647 gegründet und besitzt seit 1958 den Status einer Siedlung städtischen Typs. Sie liegt etwa 180 km südöstlich vom Oblastzentrum Tschernihiw und 37 km südlich vom ehemaligen Rajonzentrum Bachmatsch. Dmytriwka liegt am Ufer des Romen sowie an den Territorialstraßen T–25–14 und T–25–15 und besitzt eine Bahnstation an der Bahnstrecke Bachmatsch–Romny.

## Verwaltungsgliederung
Am 12. Juni 2020 wurde die Siedlung zum Zentrum der neugegründeten Siedlungsgemeinde Dmytriwka (Дмитрівська селищна громада/Dmytriwska selyschtschna hromada). Zu dieser zählen auch die 13 in der untenstehenden Tabelle aufgelisteten Dörfer sowie die Ansiedlung Nowe, bis dahin bildete sie zusammen mit dem Dorf Schtschutscha Hreblja die gleichnamige Siedlungsratsgemeinde Dmytriwka (Дмитрівська селищна рада/Dmytriwska selyschtschna rada) im Süden des Rajons Bachmatsch.
Am 17. Juli 2020 kam es im Zuge einer großen Rajonsreform zum Anschluss des Rajonsgebietes an den Rajon Nischyn.
Folgende Orte sind neben dem Hauptort Dmytriwka Teil der Gemeinde:
| Name                                 | Name                    | Name                                                  |
| ukrainisch transkribiert             | ukrainisch              | russisch                                              |
| ------------------------------------ | ----------------------- | ----------------------------------------------------- |
| Hajworon                             | Гайворон                | Гайворон (Gaiworon)                                   |
| Holinka                              | Голінка                 | Голенка (Golenka)                                     |
| Kowaljowe                            | Ковальове               | Ковалево (Kowalewo)                                   |
| Kropywne                             | Кропивне                | Крапивное (Krapiwnoje)                                |
| Netschajiw                           | Нечаїв                  | Нечаев (Netschajew)                                   |
| Nowe                                 | Нове                    | Новое (Nowoje)                                        |
| Rubanka                              | Рубанка                 | Рубанка                                               |
| Sabolottja                           | Заболоття               | Заболотье (Sabolotje)                                 |
| Salissja (bis 2016 Tscherwona Sirka) | Залісся (Червона Зірка) | Залесье (Salesje)/Червоная Зирка (Tscherwonaja Sirka) |
| Schewtschenkowe                      | Шевченкове              | Шевченково (Schewtschenkowo)                          |
| Schtschutscha Hreblja                | Щуча Гребля             | Щучья Гребля (Schtschutschja Greblja)                 |
| Smolowe                              | Смолове                 | Смоловое (Smolowoje)                                  |
| Tereschycha                          | Терешиха                | Терешиха (Tereschicha)                                |
| Wosme Beresnja                       | Восьме Березня          | Восьмое Березня (Wosmoje Beresnja)                    |